# Dee (Aberdeenshire)
Il Dee (in gaelico scozzese Uisge Dhè) è un fiume che scorre nella regione dell'Aberdeenshire, in Scozia. Il fiume nasce dalla catena montuosa dei Cairngorm e attraversa la regione scozzese fino a sfociare nel Mare del Nord. L'area intorno al fiume è chiamata Strathdee, Deeside, o "Royal Deeside" nella regione tra Braemar e Banchory perché la Regina VIttoria apprezzo' la bellezza del luogo e vi costrui' il castello di Balmoral. Il nome si trova già nel secondo secolo Avanti Cristo nell'opera del geografo di Alessandria Claudio Tolomeo come Δηοῦα (=Deva), col significato di Dea, indicando un ruolo divino per il fiume nelle credenze delle popolazioni che allora abitavano l'area.

## Galleria d'immagini

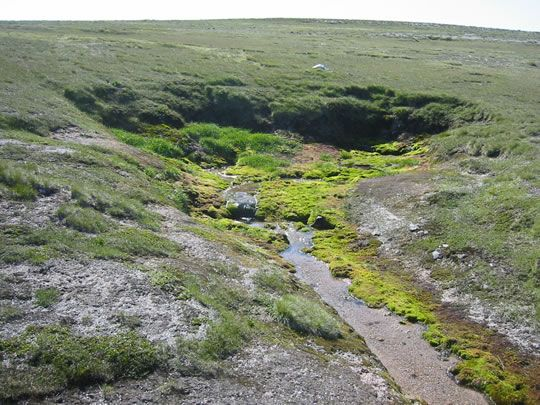
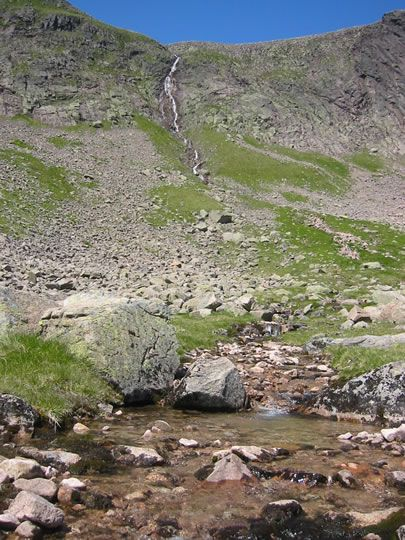
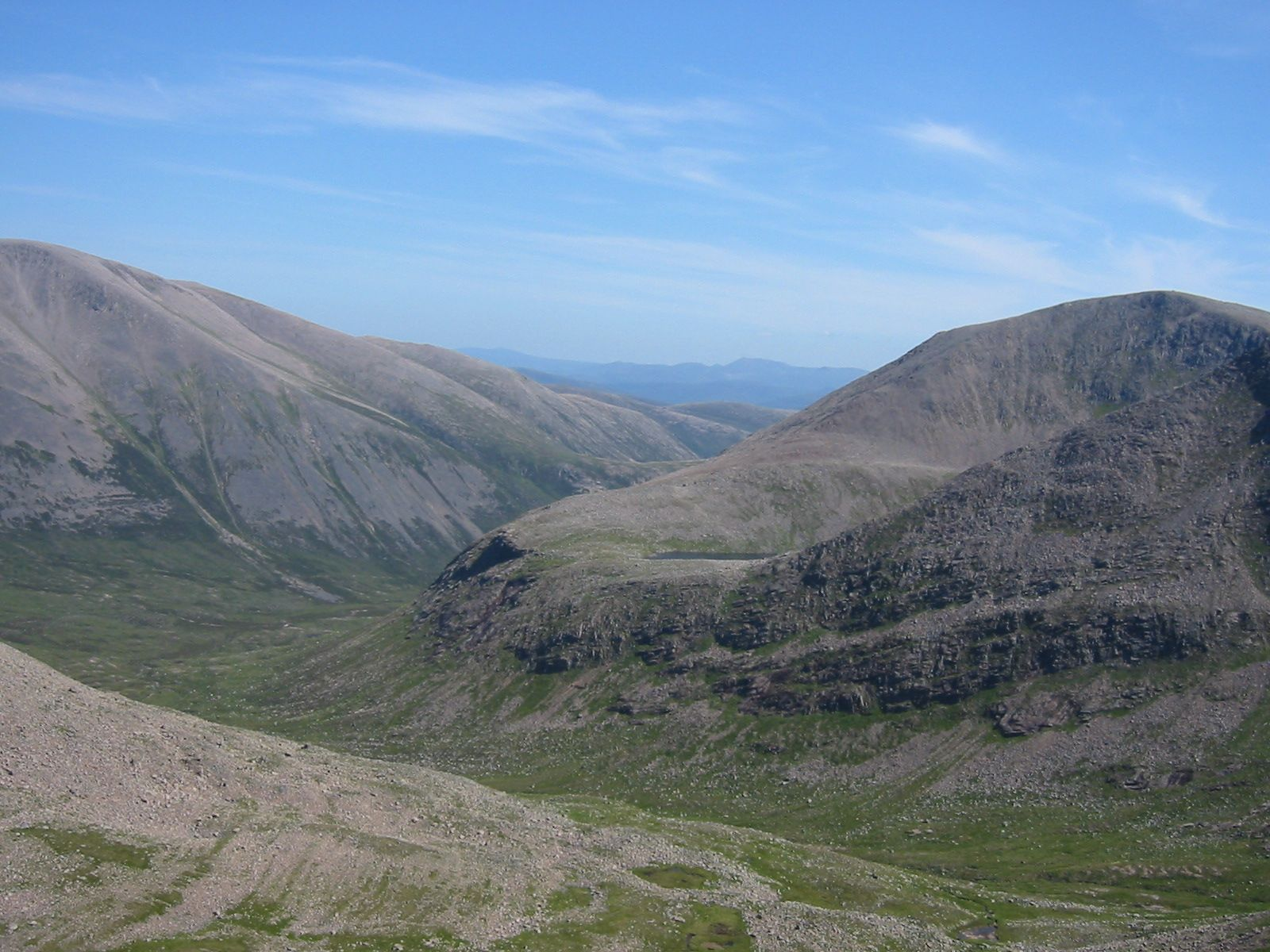
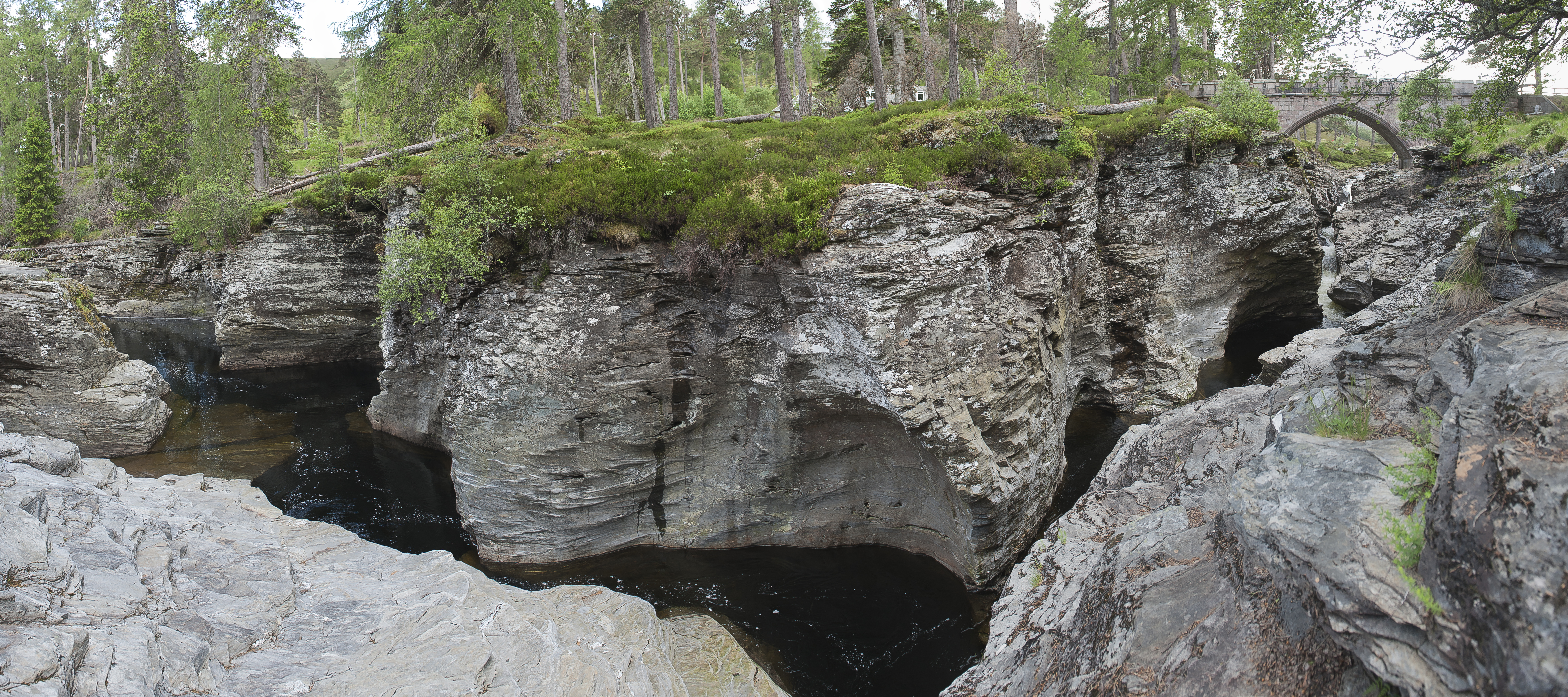